# Universität Huelva

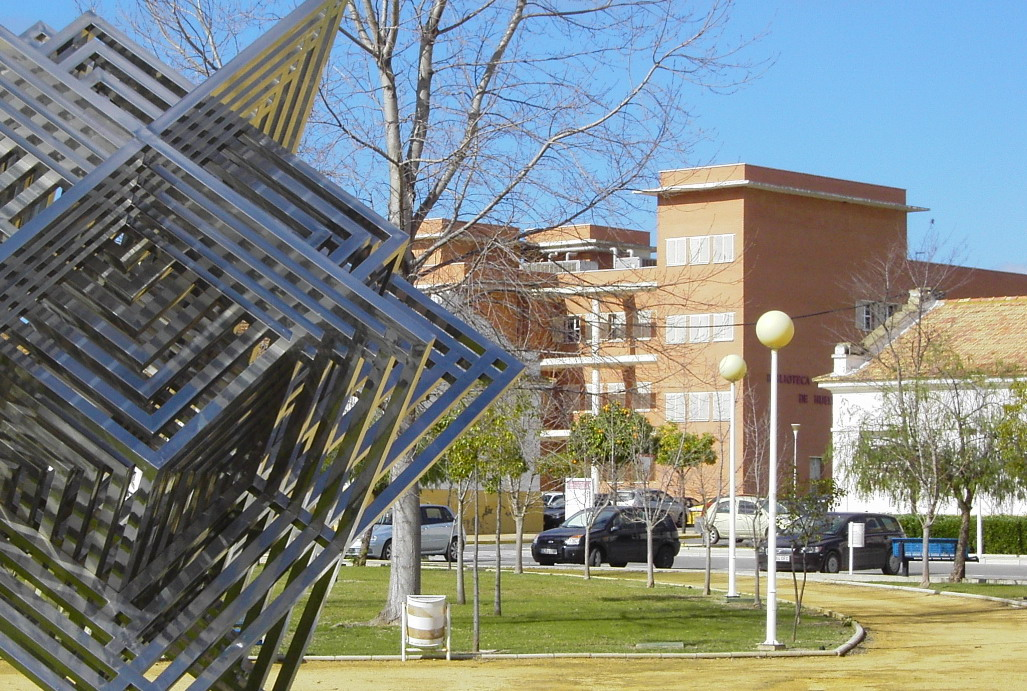
Bibliothek auf dem Campus del Carmen

Die Universität Huelva (spanisch: Universidad de Huelva oder auch Universidad onubense) – kurz UHU – ist mit ca. 12.000 Studenten (2016) eine der kleineren staatlichen Universitäten in Spanien und hat ihren Sitz in der Stadt Huelva in Andalusien.
Die Uni wurde 1993 von der Universität Sevilla unabhängig und befindet sich an vielen Stellen noch immer im Aufbau.
Unter anderem studieren auch rund 220 Erasmus-Studenten aus fast allen EU-Ländern.
Das Motto lautet: Universitas Onubensis Sapere Aude (Universität von Huelva, wage es deinen Verstand zu gebrauchen)

## Lehrangebot
Das Angebot umfasst:
- Hochschule für Polytechnik
- Krankenschwesterausbildung
- Soziale Arbeit
- Bildungswissenschaften
- Arbeitswissenschaften
- Wirtschaftswissenschaften
- Experimentalwissenschaften
- Rechtswissenschaften
- Humanwissenschaften

Darüber hinaus werden auch einige Master-Studiengänge in Kooperation mit der Regionalregierung Andalusiens angeboten. z. B. Master en Desarrollo Local (Master in Räumlicher Entwicklung).

## Infrastruktur

### Campus del Carmen
Der Campus del Carmen ist der größte der vier Universitätsareale. Er befindet sich am Rande der Stadt auf einer ehemals vom Militär (Infanterie) genutzten Fläche. Heute ist es der modernste Teil der Universität. Hier sind die meisten der Studiengänge beheimatet, wie auch drei große Hörsäle, die Sportanlagen, die Mensa und einige Serviceeinrichtungen (Technikbüro, Studentensekretariat, Kindergarten etc.).

### Campus La Merced

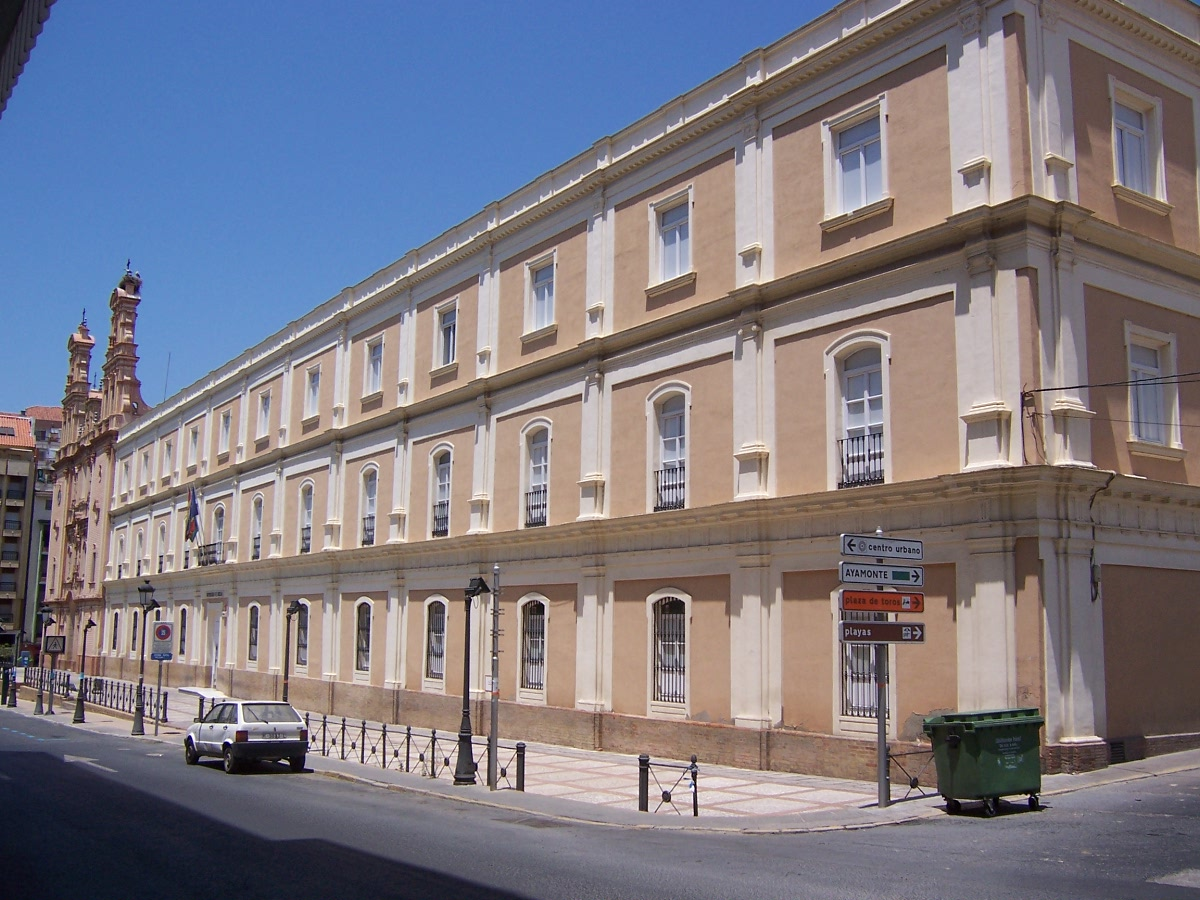
Facultad de la Merced

La Merced ist eigentlich die Kathedrale von Huelva. Als Anbau daran wurde jedoch ein Hospital geschaffen, welches heute von der Universität, vor allem den Wirtschaftswissenschaften, genutzt wird. Durch die beeindruckende Schönheit des Gebäudes und der Umgebung sind hier aber auch repräsentative öffentliche Universitätseinrichtungen, wie der Presseraum, untergebracht.

### La Rabida
Ein wenig außerhalb der Stadt gelegen sind hier vor allem Ingenieurwissenschaften beheimatet (Polytechnische Hochschule). Diese Studiengänge wurden 2016 in Neubauten auf dem Campus del Carmen verlegt.

### Cuadrado
Älteste Uni-Einrichtung der Stadt. Stammt aus den 1960er Jahren, als die Uni noch ein Teil der Universität Sevilla war, und hier Lehramtsausbildung stattfand. Heute dient das Gebäude (in der Nähe der Hauptfeuerwehrwache) ausschließlich Verwaltungsaufgaben.

## Sonstige Angebote

### Sportaktivitäten und Sportkurse
Neben dem Angebot an regelmäßigen Sportkursen und die Organisation von Uni-Mannschaften bietet die Uni auch die Möglichkeit an, Tennis- und Padelplätze, Ausrüstung oder die Sporthallen recht günstig anzumieten. Die Preise für die Teilnahme an den Kurse variieren zwischen kostenlos (besonders Mannschaftssportarten) und maximal 40 € pro Semester (für Studenten), Ausnahmen sind hier natürlich die Exkursionen. Generell sind Kurse und Mannschaften auch offen für Uni-fremde Personen.
Zusätzlich werden auch Weiterbildungskurse für Sporttheorie und Amateurtrainer angeboten.

### Sprachkurse
Die Uni bietet für die eingeschriebenen Studenten Sprachkurse in Portugiesisch, Russisch, Deutsch, Englisch, Französisch, Chinesisch und Italienisch an. Je nach Anzahl der Teilnehmer gibt es Differenzierungen der Niveaus.
Für ausländische Studierende gibt es Spanischkurse (meist auf den sechs verschiedenen CEFR-Ebenen). Für Erasmus-Studenten sind diese kostenlos. Zur Semester-Vorbereitung werden jeweils im Februar und September Intensiv-Sprachkurse angeboten.